# Spatelharpoenzwam
De spatelharpoenzwam (Hohenbuehelia auriscalpium) is een schimmel behorend tot de familie Pleurotaceae.

## Kenmerken

### Uiterlijke kenmerken
De hoed is waaiervormig, zijdelings vastgehecht aan het substraat, tot ongeveer 4 cm doorsnede. De kleur is donkerbruin tot witachtig bedekt met fijne witte schubben. De geur en smaak is melig.

### Microscopische kenmerken
De sporen zijn breed ellipsvormig en meten 5-6,5 × 3,5-4,5 µm. De basidia zijn 2 of 4 sporen. De lamelmetuloïden zijn spoelvormig, dikwandig. Er zijn gespverbindingen aanwezig in de hoedhyfen.

## Verspreiding
In Nederland komt de spatelharpoenzwam zeldzaam voor. Hij staat op de rode lijst in de categorie 'Gevoelig'. 